# Time Machine (Dio)
«Time Machine» — сборник видеоклипов хеви-метал группы Dio снятых в период с 1983 по 1990 годы. Ронни Джеймс Дио сделал дополнительное повествование к каждой песне в этом видео.

## Описание
За некоторыми исключениями видеоматериал сборника выстроен в хронологической последовательности. Хотя открывает подборку клипов самое свежее видео группы на тот момент «Wild One». Режиссёром этого ролика выступил Джин Пепеллерин, продюсером стала Лиза Холлингзхэд. Дальше следуют два клипа из дебютной работы группы 1983 года: «Holy Diver» и «Rainbow in the Dark», снятые режиссёром Артуром Эллисом и продюсером Адамом Уиттакером. Продолжает сборник видео к песне «The Last in Line» (режиссёр: Дон Коскарелли; продюсеры: Лесли Либман и Фрэнсис Мур) из одноимённого диска 1984 года. В промежутках между видеоклипами вокалист группы Ронни Джеймс Дио даёт краткий комментарий к следующей работе. Пятой по счёту видеозарисовкой идёт запись с концерта турне 1985 года к треку «Hungry for Heaven», продюсером которого выступила жена музыканта — Вэнди Дио, а режиссёром — Джим Мэй. Один из самых зрелищных видеороликов сборника, «Rock and Roll Children», срежиссировал Дэниел Клеинмен, продюсером был Саймон Филдс. Шестая и седьмая композиции представляют собой видеозаписи концертных выступлений группы в ходе туров 1986 («King of Rock and Roll»; режиссёр: Фил Такетт; продюсер: Стив Сабор) и 1987 («Stand Up and Shout»; режиссёр: Роберт Паркер; продюсер: Вэнди Дио) годов. В заключение идёт видеоклип к песне «All the Fools Sailed Away», снятый в Малибу продюсерами Дугом Мейджором и Марти Коллнером, последний являлся ещё и режиссёром ролика.

## Список композиций
| №                   | Название                            | Длительность |
| ------------------- | ----------------------------------- | ------------ |
| 1.                  | «Wild One»                          |              |
| 2.                  | «Holy Diver»                        |              |
| 3.                  | «Rainbow in the Dark»               |              |
| 4.                  | «Last in Line»                      |              |
| 5.                  | «Hungry for Heaven» (live 1985)     |              |
| 6.                  | «Rock and Roll Children»            |              |
| 7.                  | «Stand Up and Shout» (live 1987)    |              |
| 8.                  | «King of Rock and Roll» (live 1986) |              |
| 9.                  | «All the Fools Sailed Away»         |              |
| Общая длительность: | Общая длительность:                 | ≈ 43:00      |